# Airplay

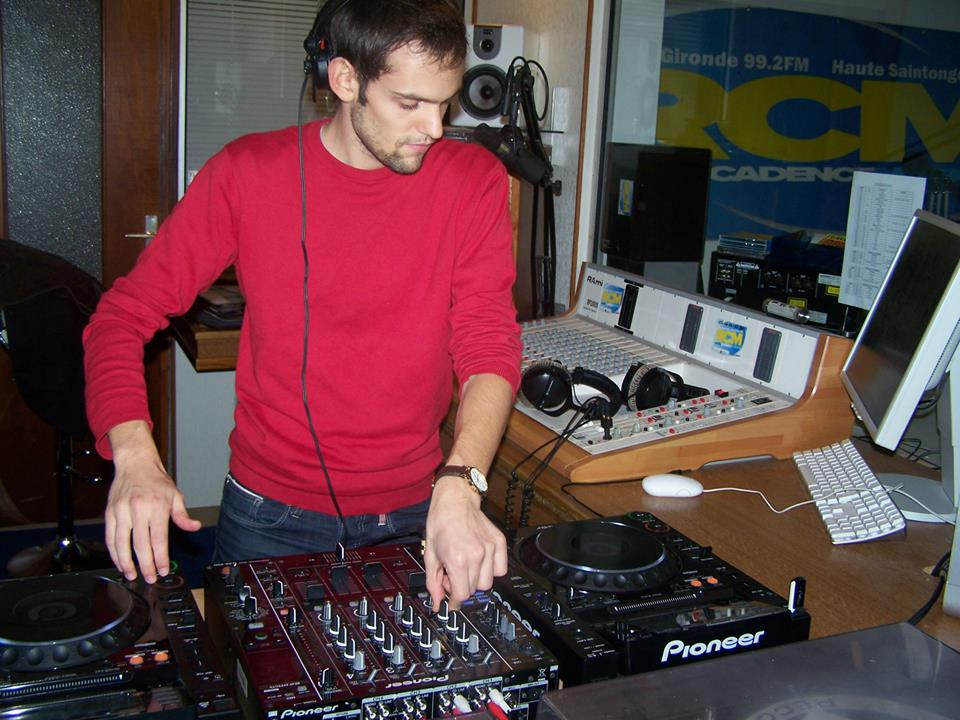
Aron Scott transmitiendo en radio RCM FM, año 2013.

Airplay es un tecnicismo de la industrial musical. Este término es utilizado para denominar la reproducción de una copia grabada de música en la radio o de un vídeo musical en la televisión respectivamente. Para la industria, el airplay es una de las posibilidades más importantes para la promoción de sus productos. Este puede ser un elemento crucial para asegurar el éxito de un cantante, y es un método efectivo que los artistas usan para difundir su nombre.

## Origen del término
Como muchos otros términos de los medios de comunicación, este se adoptó del idioma inglés. Así, airplay se compone de las palabras air, derivada de "to be on the air" (ingl. emitir, transmitir), y play, en el sentido de "to play-back" (ingl. reproducir).

## Importancia
El airplay tiene un rol muy importante en algunos países como Estados Unidos en cuanto al crecimiento de las listas musicales radiales. La frecuencia con que una pieza musical es reproducida por la emisora entra a las listas de la revista Billboard, la más importante dentro de la industria musical estadounidense. La mayoría de países tiene al menos una lista de airplay radial en existencia, aunque países grandes como Estados Unidos, Reino Unido, Brasil y Japón tienen varias con el fin de poder cubrir diferentes géneros musicales y áreas del país. Una canción que era muy exitosa en el airplay, pero no muy fuerte en ventas se conocía comúnmente como turntable hit cuando las estaciones solo reproducían sencillos en discos de vinilo.
Métodos especiales de las emisoras que son designados como rotación, les permiten graduar la frecuencia del uso de un mismo título de música sin que el oyente lo encuentre molesto. Una práctica corriente pero ilegal de obtener un airplay más alto es la payola. Este consiste en un soborno de redactores o moderadores de radio. Para las listas musicales, la inclusión del airplay como tasas de emisión es perjuicioso. Los mánager dentro de la rama de la música, asumen que las listas de Billboard debajo del puesto 40 no permiten obtener información real sobre las cifras de ventas.